# Phénix fils d'Agénor
 (janvier 2025).
Dans la mythologie grecque, Phénix (en grec ancien : Φοῖνιξ / Phoinix, « rouge-soleil ») est le fils du roi Agénor.
Il est parti avec Cadmos, Phinée, Cilix et Thasos chercher sa sœur Europe. Tous s'arrêtèrent dans une région, y fondant une ville et parfois lui donnant leur nom. Selon Pseudo-Apollodore, « Phénix s'établit en Phénicie » et donne son nom à la région, à l'instar de la Cilicie qui porte le nom de Cilix. Toujours selon Pseudo-Apollodore, Phénix meurt sur la route menant au pays des Molosses après un séjour de deux jours à Ténédos, alors qu'il accompagnait Néoptolème qui l'ensevelit.
Selon certains mythes, Phénix a engendré un certain nombre d'enfants avec différentes femmes. Par Cassiopée (en), Phénix a eu une fille, Carmé, et trois fils : Cilix, Phinée, et Dorycle, ainsi qu'un beau-fils Atymnios, dont le père naturel était Zeus ; par Alphésiboée, il a eu Adonis,. Phénix a également été crédité comme le père de Céphée , roi d' Éthiopie , dont la femme était une autre Cassiopée.
Selon les premiers récits, Europe n'était pas la sœur de Phénix, mais sa fille, tandis que Cadmus était identifié comme son fils. Autrement, Europe était appelée l'une de ses deux filles par Périmède, fille d'Œnée, l'autre étant Astypalée ; elle était également incluse dans la liste des enfants de Phénix par Télèphe, fille d'Épiméduse, ses frères et sœurs dans ce cas étant Peiros et Astypale (apparemment identique à l'Astypalée susmentionnée).